# 多毛細足蟹
多毛細足蟹（学名：Raphidopus ciliatus）为瓷蟹科細足蟹屬下的一个种。